# Jenlain Communal Cemetery
Jenlain Communal Cemetery is een Britse militaire begraafplaats gelegen in de Franse plaats Jenlain (Noorderdepartement). De begraafplaats wordt onderhouden door de Commonwealth War Graves Commission.
De begraafplaats telt 15 geïdentificeerde Gemenebest graven uit de Eerste Wereldoorlog.